# Jiří Nedvěd (mostecký politik)
Jiří Nedvěd (* 27. května 1985 Most) je český politik a podnikatel, od roku 2014 zastupitel města Most a v letech 2018 až 2022 jeho radní.

## Život
Vystudoval střední průmyslovou školu v Duchcově a následně obor dopravní systémy na Fakultě dopravní ČVUT, pracoviště Děčín (získal titul Bc.). Poté pokračoval se studiem na Fakultě dopravní ČVUT v Praze (získal titul Ing.) a souběžným studiem ještě pedagogické minimum na Masarykově ústavě vyšších studií (získal titul Bc.). Poté se vrátil do Mostu, kde nejdříve pracoval jako projektant v dopravní projekční kanceláři a o rok později otevřel vlastní živnost.

## Politická kariéra
Do politiky vstupoval především jako odborník na dopravu[zdroj?] a usedl v představenstvu Dopravního podniku měst Mostu a Litvínova a v dopravní komisi jako místopředseda komise. V roce 2018 se stal radním a angažoval se na poli rozvoje města. V roce 2019 se stal předsedou Výboru pro mapování a eliminaci negativních sociálních jevů, která řeší problematiku vyloučených lokalit.
V roce 2020 kandidoval do Zastupitelstva Ústeckého kraje na kandidátce koalice Lepší sever jako člen ProMOST.
V roce 2022 vystoupil z hnutí ProMOST a jako lídr kandidátky Sdružení Mostečané Mostu obhájil mandát zastupitele města.
V roce 2024 oznámil odchod ze zastupitelského klubu Sdružení Mostečané Mostu.